# Голуховский, Юзеф
Ю́зеф (Осип Иванович) Голухо́вский (пол. Wojciech Józef Gołuchowski, герба Лелива; 1797, Королевство Галиции и Лодомерии — 1858, Гарбач) — польский философ и агроном, профессор философии Виленского университета (1823—1824), один из провозвестников романтизма в польской философии.

## Биография
Родился, по разным данным 11 или 14 апреля 1797 года в Галиции — в Лончки-Кухарске (ныне в гмине Ропчице Подкарпатское воеводство Польши).

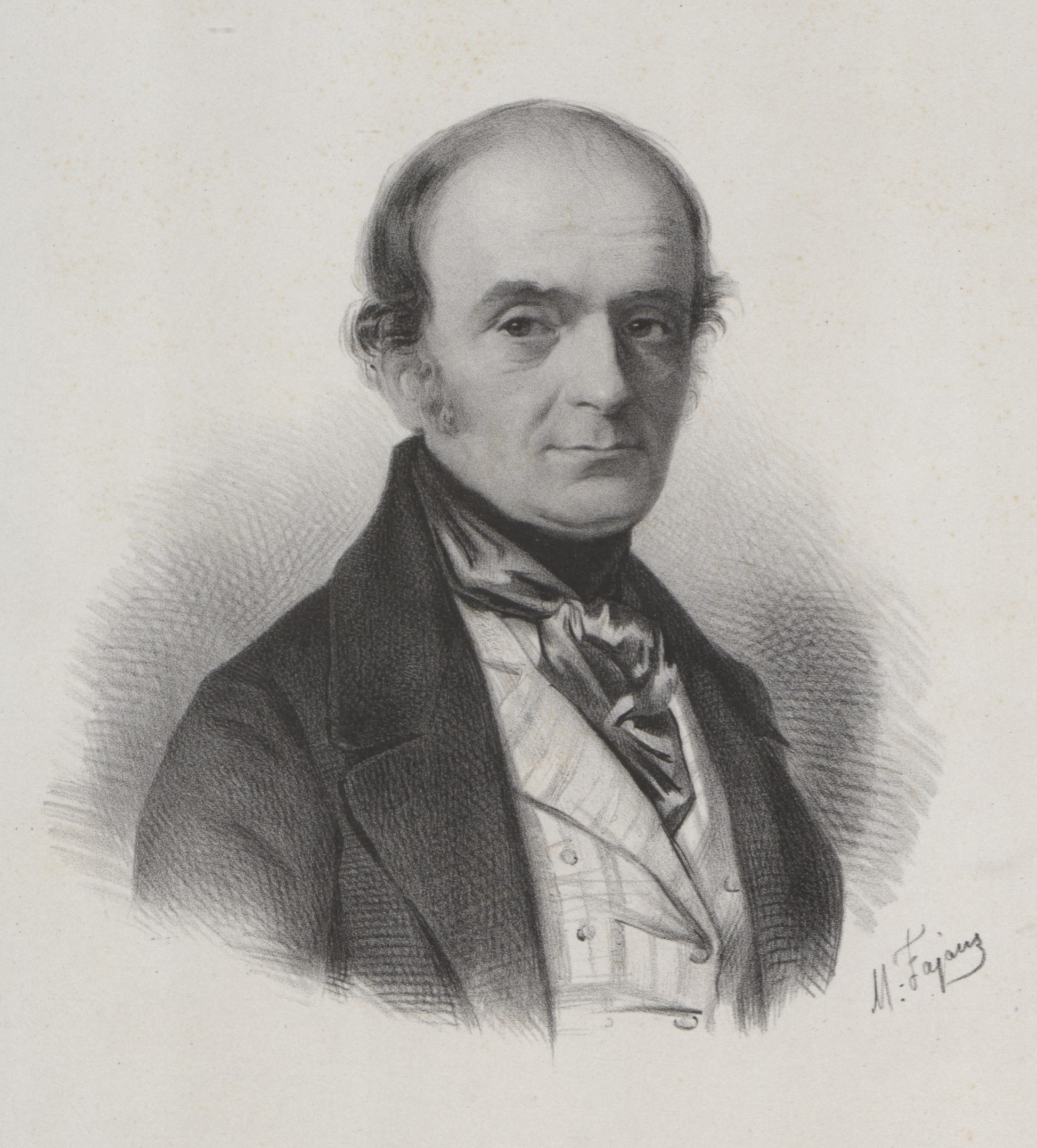
Максимиллиан Фаянс. Портрет Голуховского

С 1809 года учился в гимназии Терезианской дворянской академии в Вене, в той же академии обучался на философском отделении. С 1817 года учился на нравственно-политическом факультете Варшавского университета, который окончил со степенью магистра в 1820 году (за время учёбы дважды был награждён золотой медалью). С 1 сентября 1819 по 1 марта 1820 года преподавал в Варшавском лицее математику и греческий язык, а затем, с 1 ноября 1820 по 17 апреля 1821 года — В Варшавском университете естественное право. В 1821 году участвовал в конкурсе на место профессора кафедры логики, метафизики и нравоучительной философии Виленского университета, освободившееся после смерти И. Г. Абихта. Вторым соискателем был преподаватель Кременецкого лицея Вишневский. Диссертация Голуховского была признана лучшей и 1 мая он был избран экстраординарным профессором; однако утверждён был только 30 декабря 1822 года. Между тем Голуховский летом 1821 года на собственные средства совершил поездку в Париж, где представился попечителю Виленского университета князю Адаму Чарторыйскому, и совершенствовал свою философскую подготовку в Германии. В августе 1821 года в Гейдельбергском университете сдал экзамены summa cum laude и был удостоен учёной степени доктора философии. До конца года и в 1822 году пребывал в Эрлангене, где стал сначала учеником, а потом другом Шеллинга. Под его влиянием написал книгу „Die Philosophie in ihrem Verhältnisse zum Leben ganzer Völker und einzelner Menschen“.
Из Германии Голуховский вернулся в Варшаву, где совершенствовался в естественных науках, и в Вильну прибыл в середине 1823 года. Вступительную лекцию читал 27 октября 1823 года; его лекции пользовались большим успехом, привлекая многочисленную разнородную публику. Это на фоне следствия, развёрнутого Н. Н. Новосильцевым по делу тайных студенческих обществ филоматов и филаретов, обратило на себя внимание властей. По распоряжению ректора лекции Голуховского в январе 1824 года были прекращены. Программа курса философии, читавшегося Голуховским, была рассмотрена Новосильцевым, который написал обширные замечания и «в особом предложении (от 13 мая 1824 года) ректору Твардовскому … поручил ему потребовать от профессора Глуховского новой программы». Новая программа была получена Новосильцевым уже в Петербурге, где проходили заседания «комитета для рассмотрения дела о беспорядках в Виленском университете», состоявшем из графа Аракчеева, министра Шишкова и Новосильцева. К этому времени Новосильцев ознакомился с напечатанной в 1822 году книгой Голуховского «Die Philosophie in ihrem Verhältnisse…», что и решило участь Голуховского и 14 августа 1824 года Голуховский был отправлен в отставку и выслан из Вильны (вместе с профессорами И. Даниловичем, И. Лелевелем и М. Бобровским).
В Варшаве принимал участие в деятельности Общества друзей науки (Towarzystwo Przyjaciół Nauk), однако это вызвало неудовольствие наместника Царства Польского великого князя Константина. Не желая нанести вред обществу, Голуховский устранился от участия в нём и с 1826 года обосновался в деревне Гарбач под Опатовым. Заброшенное имение привёл в образцовое состояние. Во время восстания 1830—1831 года принимал участие в общественно-политической жизни Варшавы, затем вернулся в деревню, где и провёл, при редких отъездах за границу, остаток жизни.
Умер 22 ноября 1858 года в Гарбаче; похоронен в приходском костёле в Момине.

## Воззрения
Философское образование получил в Гейдельберге и Эрлангене, где учился у Шеллинга. Взгляды сформировались под влиянием Шеллинга и характеризуются как идеалистические и иррационалистические. Теории общественного договора Голуховский противопоставлял концепцию общества как организма с определенной иерархией и неравенством частей. Нация рассматривалась как божественное творение с собственным национальным духом; задача философии понималась в выражении этого духа.
В 1840—1850-е годы написал работы о крестьянском вопросе („O chłopach“, „Kwestia włościańska w Polsce oraz Rozbiór kwestii włościańskiej w Polsce i w Rosji w r. 1850“). Главный философский труд „Dumanie nad najwyższymi zagadnieniami człowieka poprzedzone historycznem rozwinięciem głownych systematów filozoficznych od Kanta do najnowszych czasów“ вышел посмертно (Вильно, 1861).

## Сочинения
- Die Philosophie in ihrem Verhältnisse zum Leben ganzer Völker und einzelner Menschen. — Erlangen, 1822
  - Философия, относящаяся к жизни целых народов и каждого человека / перевод Д. Велланского. — СПб., 1834.